# Arie van Lent
Arie van Lent (* 31. August 1970 in Opheusden, Niederlande) ist ein ehemaliger niederländisch-deutscher Fußballspieler und heutiger -trainer. Van Lent spielte im Sturm und erzielte in seiner Profizeit 92 Tore. Die Stärke des 1,90 m großen Angreifers war das Kopfballspiel.

## Spielerkarriere

### Werder Bremen
Arie van Lent erhielt beim SV Werder Bremen seinen ersten Vertrag für den Herrenbereich. Zur Saison 1990/91 rückte van Lent in den Profikader der Grün-Weißen, ohne zum Ligaeinsatz zu kommen. Den erhielt der Offensivspieler erst im Folgejahr, als ihn Trainer Otto Rehhagel am 6. Dezember 1991, im Spiel gegen Borussia Dortmund, zur 71. Minute für Stefan Kohn einwechselte. Seinen Durchbruch an der Weser schaffte van Lent in der Folgezeit jedoch noch nicht. Ebenso wenig an der Hunte: Als der Stürmer während der Spielzeit 1992/93 an den VfB Oldenburg in die 2. Bundesliga verliehen wurde, kam er verletzungsbedingt – er spielte insgesamt nur eine einzige Halbzeit – nicht zum Zuge.
Erst 1996/97, als Dixie Dörner Cheftrainer des SVW wurde, kam van Lent zu regelmäßigen Einsätzen. Der Stürmer erzielte in dieser Saison, am 16. März 1997, im Auswärtsspiel gegen den VfL Bochum seinen ersten Bundesliga-Treffer. Am 31. Spieltag der gleichen Saison gelang van Lent beim 3:2-Sieg gegen den 1. FC Köln ein „Dreierpack“ für die Bremer, nachdem er seinen Klub mit einem Eigentor frühzeitig in Rückstand geraten ließ. Damit ist van Lent der einzige Spieler, der in der Geschichte der Bundesliga in einem Spiel nach einem Eigentor noch drei Tore für seine Mannschaft erzielte.

### Greuther Fürth
1997/98 ging van Lent unter dem Trainer Dörner als Stammspieler in das neue Jahr. Nachdem jedoch die Mannschaft schlecht in die Liga gestartet war, wurde Dörner durch Wolfgang Sidka ersetzt und van Lent verlor seinen Stammplatz. Insgesamt kam er im Ligaverlauf auf dreizehn Einsätze, wobei er nur einmal über die volle Spielzeit auf dem Feld stand. Dies führte schließlich dazu, dass sich der Klub im Sommer 1998 von seinem Angreifer trennte und van Lent beim damaligen Zweitligisten SpVgg Greuther Fürth unterzeichnete. Hier konnte der Offensivakteur wieder an seine erfolgreichen Zeiten anknüpfen: In Fürth wurde van Lent die unumstrittene Nummer eins im Sturm und erzielte sechzehn Treffer für sein Team. Nur Bruno Labbadia (Arminia Bielefeld) und Rainer Krieg (Karlsruher SC) gelangen in dieser Spielzeit mehr Tore für ihre Klubs.

### Borussia Mönchengladbach und Eintracht Frankfurt
Die guten Leistungen in Fürth weckten Begehrlichkeiten bei anderen Vereinen, sodass van Lent nach nur einem Jahr zu Borussia Mönchengladbach in die zweite Bundesliga wechselte. Dort verbesserte er seine Torquote auf 19 Treffer. Borussia wurde 1999/00 Fünfter, womit man den sofortigen Wiederaufstieg verpasste. Den schaffte der Klub dann ein Jahr später. Erneut war van Lent bester Angreifer seiner Mannschaft, womit er maßgeblichen Anteil am Aufstieg hatte. Auch in der Bundesliga lief es für den Angreifer gut und er schaffte den Klassenerhalt mit seinen Fohlen. Nachdem van Lent 2002/03 wegen Verletzungen oft ausfiel und ihm in dieser Saison kein Ligatreffer gelang, zählte er ein Jahr später wieder zum Stammpersonal des Klubs und war mit neun Treffern zusammen mit Václav Svěrkoš bester Torschütze der Borussen. Van Lent erzielte das letzte Tor (3:1 gegen den TSV 1860 München) für die Mönchengladbacher Borussia am altehrwürdigen Bökelberg, ehe dieser einige Zeit später abgerissen wurde.
Trotz dieser Erfolge verließ er Mönchengladbach im Sommer 2004 und schloss sich Eintracht Frankfurt an. Unter dem neuen Trainer Friedhelm Funkel strebte das Team den Wiederaufstieg in Liga eins an. Dabei hatte vor allem das Sturmtrio mit Arie van Lent, Du-Ri Cha und Benjamin Köhler großen Anteil, die in 34 Begegnungen zusammen insgesamt 31 Tore erzielten. Mehr als die Hälfte, nämlich 16 Tore, steuerte van Lent bei. Als Dritter hinter dem 1. FC Köln und dem MSV Duisburg schaffte Frankfurt den Aufstieg. Zurück in der Bundesliga, spielte van Lent eine weniger bedeutende Rolle. Sein Vertrag bei der Eintracht, der ursprünglich bis zum 30. Juni 2006 laufen sollte, wurde am 16. Januar 2006 aufgelöst.

### Rot-Weiss Essen
Anschließend wechselte van Lent in die Regionalliga Nord zu Rot-Weiss Essen und unterschrieb einen Vertrag bis zum 30. Juni 2008. Er erzielte in der Regionalliga sechs Tore in zwölf Spielen und stieg mit Rot-Weiss Essen in die 2. Bundesliga auf. In der Saison 2006/07 konnte er allerdings aufgrund zahlreicher Verletzungen mehrere Monate nicht spielen, sodass er sich vor Beginn der Rückrunde mit seinem Klub auf eine vorzeitige Vertragsauflösung einigte. Kurze Zeit später beendete van Lent seine aktive Karriere.

## Trainerkarriere
Im März 2007 erwarb van Lent die Trainer-B-Lizenz. Seine erste Trainerstation war der 1. FC Kleve in der fünftklassigen Oberliga Nordrhein. In seinem ersten Jahr führte er Kleve zum Aufstieg in die Regionalliga West. Ende Februar 2009 trennte sich der 1. FC Kleve als Tabellenletzter von van Lent. In die Schlagzeilen geriet diese Entlassung, nachdem ihn die Vereinsführung in der 80. Minute, also während des Heimspiels gegen Sportfreunde Lotte, darüber informiert hatte. Einige Monate später absolvierte er ein Praktikum bei Jürgen Klopp bei Borussia Dortmund.
Zur Saison 2010/11 verpflichtete ihn der Zweitliga-Absteiger Rot Weiss Ahlen mit einer Vertragslaufzeit über zwei Jahre. Mit der Mannschaft erreichte er sportlich den 17. Platz in der 3. Liga und damit den Klassenerhalt. Jedoch wurde dem Verein aufgrund der Eröffnung eines Insolvenzverfahren die Lizenz entzogen. Daraufhin wurde sein Vertrag aufgelöst.
Zur Saison 2011/12 übernahm er die Kickers Offenbach. Mit ihnen erreichte er in der 3. Liga den 8. Platz. Obwohl ihn die Kickers bis zum 30. Juni 2013 verpflichtet hatten, wurde er nach nur einem Sieg aus elf Spielen am 6. Februar 2013 entlassen.
Ab dem 1. Oktober 2013 war van Lent Trainer der A-Junioren (U19) von Borussia Mönchengladbach in der A-Junioren-Bundesliga. Ende September 2015 übernahm er die zweite Mannschaft in der viertklassigen Regionalliga West von André Schubert, der als Cheftrainer das Profiteam übernommen hatte.
Zur Saison 2020/21 unterschrieb van Lent einen Zweijahresvertrag bei der SpVgg Unterhaching., verließ den Verein aber nach Saisonende 2020/21, nachdem er mit der Mannschaft aus der 3. Liga absteigen musste.

## Sonstiges
Arie van Lent ist niederländischer und deutscher Staatsbürger.
Er lebt in Korschenbroich, ist verheiratet und hat zwei Töchter.

## Erfolge
als Spieler
- Europapokal der Pokalsieger: 1 × Sieger 1992 mit Werder Bremen
- DFB-Pokalsieger : 2 × Deutscher Pokalsieger 1991 und 1994 mit Werder Bremen
- Deutscher Meister: 1 × Deutscher Meister 1993 mit Werder Bremen
- Aufstieg in die Bundesliga: 1 × mit Borussia Mönchengladbach (2001) und 1 × mit Eintracht Frankfurt (2005)
- Aufstieg in die 2. Bundesliga: 1 × mit Rot-Weiss Essen (2006)
- DFB-Pokal-Torschützenkönig 2001

als Trainer
- Aufstieg in die Regionalliga West mit dem 1. FC Kleve in der Saison 2007/08